# Бутко, Сергей Михайлович
Сергей Михайлович Бутко (род. 10 июля 1968, Москва) — советский и российский хоккеист, защитник.

## Биография
Воспитанник московского «Спартака». Выступал за команды «Спартак» Архангельск (1986/87 — 1987/88), «Звезда» Ленинград 91987/88 — 1988/89), «Спартак» Москва (1989/90 — 1994/95, 1999/2000), «Трактор» Липецк (1989/90), «Литвинов» / «Хемопетрол» (Чехия, 1995/96 — 1996/97, 1998/99), «Титан» Клин (1997), «Эссят» (Финляндия, 1997/98), «Амур» Хабаровск, «Химик» Воскресенск, МГУ (все — 2000/01), ЦСКА и «Нефтяник» Альметьевск (обе — 2001/02).
В 1999 году Бутко поставили диагноз грыжа межпозвонкового диска. Он перенёс операцию, пытался вернуться в хоккей, но в начале 2002 года завершил карьеру.